# Ещё
«Ещё» — четвёртый студийный альбом российского рэп-исполнителя Guf, выпущенный 4 ноября 2015 года.

## Об альбоме
4 октября 2015 года на концерте в Воронеже была презентована совместная с Rigos’ом и Скриптонитом песня «Перспектива». Позже битмейкер Гуфа в своём аккаунте в Твиттере сообщил, что песня не будет включена в альбом. Также на концерте в Воронеже была презентована песня с рабочим названием «Слушать вживую».
13 октября был выпущен клип на песню «Бай» с готовящейся к выходу пластинки.
24 октября была презентована обложка альбома, автором которой является фотограф Scut36, и список композиций, а также объявлена дата выхода альбома — 6 ноября 2015. Продюсированием альбома занимался Андрей «BluntCath» Леман, автор музыки и к предыдущему альбому Гуфа и Ригоса «4:20».
4 ноября, до официального релиза, который был намечен на 6 ноября, на просторах интернета появились практически все треки с альбома. В связи с этим исполнителем было принято решение о запуске продаж на два дня раньше.

## Список композиций
| №                   | Название                                       | Продюсер            | Длительность |
| ------------------- | ---------------------------------------------- | ------------------- | ------------ |
| 1.                  | «Хэллоу»                                       | BluntCath           | 2:34         |
| 2.                  | «Маугли»                                       | BluntCath           | 3:12         |
| 3.                  | «Выдох-вдох»                                   | BluntCath           | 2:48         |
| 4.                  | «Неделя»                                       | BluntCath           | 4:24         |
| 5.                  | «До ста»                                       | BluntCath           | 3:12         |
| 6.                  | «На связи» (скит)                              | BluntCath           | 2:14         |
| 7.                  | «Трамвай #2»                                   | BluntCath           | 2:20         |
| 8.                  | «На таран» (при участии Centr)                 | BluntCath           | 4:52         |
| 9.                  | «Н.Г.2»                                        | BluntCath           | 3:21         |
| 10.                 | «A.C.A.B» (при участии Принципа)               | BluntCath           | 3:41         |
| 11.                 | «На пальме»                                    | BluntCath           | 3:29         |
| 12.                 | «Архив» (скит)                                 | BluntCath           | 2:04         |
| 13.                 | «Другой город» (при участии «Каспийский Груз») | BluntCath           | 4:50         |
| 14.                 | «Хочу ещё»                                     | BluntCath           | 3:54         |
| 15.                 | «Вживую» (при участии Rigos’а)                 | BluntCath           | 4:20         |
| 16.                 | «Мысли вслух»                                  | BluntCath           | 2:58         |
| 17.                 | «Бай»                                          | BluntCath           | 2:31         |
| Общая длительность: | Общая длительность:                            | Общая длительность: | 56:44        |

## Участники записи
Сведения взяты из буклета альбома.
- Сведение: BluntCath (1—17)
- Мастеринг: «ЦАО Records» (1—17)
- Дизайн обложки: Scut36

| - Слова: Guf (1—17), Принцип (10), Slim (8), Птаха (8), Rigos (15), «Каспийский груз» (13) | - Музыка: BluntCath (1—17) |

## Принимали участие
- Slim
- Птаха
- Princip
- Rigos
- «Каспийский груз»

## Интересные факты
- Всего выпущено два видеоклипа: «Маугли» и «Бай».
- Интро клипа «Бай» содержит начало трека «Хэллоу».
- Клип «Маугли» снят в Израиле.
- Аудиозапись «Неделя» вопреки своему названию рассказывает только о первых двух днях недели: понедельнике и вторнике. Такое название дано, так как первоначально Guf задумывал написать несколько куплетов на все дни недели.
- Скит «На связи» содержит телефонные разговоры красноярских событий.
- В треке «Трамвай #2» перечисляются реальные имена друзей Алексея Долматова, которые скончались в молодости от последствий наркотических препаратов.
- Ремикс композиции «На таран» записан на альбом «Система» группы CENTR.
- Изначально куплеты песни «На пальме» исполнялись на концертах тура группы CENTR в песне «Красный». В альбомной версии были записаны другие слова.
- «Архив» состоит из заглавной композиции «Приглашение в Зелёный Театр 2014»[7], «Жизнь чудесна», выпущенного на следующий год после релиза альбома, и трека «Нормально» с альбома GuSli II.
- Песня «Хочу ещё» дала название всему альбому. По словам Гуфа, её куплет он напевал в душе, так и пришла идея назвать альбом «Ещё».